# Берновые Ковали
 Берновые Ковали (тат. Шыгай, Şığay) — деревня в Зеленодольском районе Татарстана. Входит в состав Бишнинского сельского поселения.

## География
Находится в западной части Татарстана на расстоянии приблизительно 30 км по прямой на восток-северо-восток по прямой от районного центра города Зеленодольск.
К юго-западу от деревни находится памятник природы  регионального значения Семиозёрский лес.

## История
Основана в первой половине XVII века. В начале XX века здесь работала Вознесенская церковь, земская школа.
С 1860-х гг. до 1927 года входила в Ковалинскую (с 1924 г. Менделинскую) волость Казанского уезда Казанской губернии (с 1920 года — Арского кантона Татарской АССР). После введения районного деления в Татарской АССР в составе Казанского пригородного (1927—1938), Юдинского (1938—1958), Высокогорского (1958), Зеленодольского (1958—1963), Зеленодольского укрупнённого (1963—1965) и вновь Зеленодольского (с 1965) районов Татарской АССР (Республики Татарстан). На низшем административном уровне входила в Берново-Ковалинский (1918—1932), Осоко-Ковалинский (1932—1953), Шигалинский (1953—1958), Русско-Марийско-Ковалинский (1958—1959) и Бишнинский (с 1959, с 2005 года сельское поселение) сельсоветы.

## Население
Постоянных жителей было: в 1859 году— 287, в 1897—436, в 1920—456, в 1926—549, в 1938—427, в 1949—239, в 1958—142, в 1979 — 60, в 1989 — 25, в 2002 — 5 (русские 82 %), 5 в 2010, 18 в 2017 (татары 56 %).

## Транспорт
Пригородный автобусный маршрут № 120 из Казани ходил в деревню в 1990-е годы. В 2019 году до деревни был продлён маршрут городского автобуса № 93.